# Карякін Сергій Олександрович
Сергі́й Олекса́ндрович Каря́кін (нар. 12 січня 1990, м. Сімферополь, Українська РСР, СРСР) — російський (до 2009 — український) шахіст, міжнародний гросмейстер. Прибічник путінського режиму, підтримує війну Росії проти України. 
Увійшов до Книги рекордів Гіннеса як наймолодший (на той час) міжнародний гросмейстер — отримав це спортивне звання у віці 12 років і 211 днів. Переможець кубка світу ФІДЕ 2015 року та турніру претендентів 2016, програв Магнусу Карлсену в матчі за звання чемпіона світу із шахів 2016. 
25 липня 2009 року указом Президента РФ Медведєва отримав громадянство Росії.
Через підтримку російську агресії ФІДЕ наклала заборону брати участь у своїх турнірах на шість місяців, зокрема не допустила до турніру претендентів 2022.
Його рейтинг станом на квітень 2025 року — 2750 (неактивний).

## Досягнення
Переможець шахової олімпіади 2004 року у складі збірної України.
Неодноразовий переможець дитячих та юнацьких чемпіонатів світу та Європи. Переможець турнірів: 2001 — Алушта; 2002 — Алушта; 2005 — Вейк-ан-Зее (група В), Кіриші;

### 2012
Переможець другого етапу Гран-прі ФІДЕ 2012/2013, який проходив в Ташкенті, з результатом 6½ з 11 очок (+3-1=7).

### 2013
Переможець турніру XXI категорії Norway Chess 2013, з результатом 6 з 9 очок (+5-2=2).

### 2014
З результатом 7½ очок з 14 можливих (+3-2=9) Карякін посів 2-е місце на турнірі претендентів, що проходив в Ханти-Мансійську.
Переможець турніру XXI категорії Norway Chess 2014, з результатом 6 з 9 очок (+4-1=4).

### 2015
З результатом 7 очок з 11 можливих (+3-0=8) — срібний призер чемпіонату Росії.
У жовтні 2015 році Сергій Карякін став переможцем кубка ФІДЕ 2015 року, обігравши у фіналі на тай-брейку свого співвітчизника Петра Свідлера з загальним рахунком 6-4.

### 2016
У березні 2016 року з результатом 8½ очок з 14 можливих (+2-1=11) переміг на турнірі претендентів, що проходив у Москві.
У травні-червні 2016 року з результатом 5 з 9 можливих очок (+2-1=6) посів 4 місце на турнірі XX категорії «Меморіал В.Гашимова».
У листопаді 2016 року Сергій Карякін поступився у матчі за світову корону чинному чемпіону світу Магнусу Карлсену з Норвегії. Доля матчу, що проходив у Нью-Йорку (США), вирішилася на тайбрейку. Після 12 класичних партій зберігався паритет. А шахові «пенальті» ліпше виконав 15-й чемпіон світу. Перша і друга партії тайбрейку закінчилися внічию. Третю й четверту партії в рапід виграв Карлсен. Рахунок 1:3.
У грудні 2016 року на чемпіонаті світу зі швидких та блискавичних шахів, що проходив у м. Доха (Катар), Карякін посів:
 — 19-те місце на турнірі зі швидких шахів, набравши 9 з 15 очок (+6-3=6),
 — -ше місце на турнірі з блискавичних шахів, набравши 16½ з 21 очка (+13-1=7).

### 2017
У серпні 2017 року Карякін розділив 4-5 місця на турнірі XXII категорії «The 2017 Sinquefield Cup», що проходив у Сент-Луїсі. Його результат — 5 очок з 9 можливих (+2-1=4).

### 2018
У січні 2018 року набравши 7½ очок з 13 можливих (+2-0=11) посів 7-ме місце на турнірі 20-ї категорії, що проходив у Вейк-ан-Зеє..
У березні 2018 року з результатом 8 очок з 14 можливих (+4-2=8) Карякін посів 3-тє місце на «Турнірі претендентів», що проходив у Берліні.
У квітні 2018 року посів 3-тє місце на турнірі 21 категорії «Меморіал Вугара Гашимова». Його результат 5 очок з 9 можливих (+1-0=8).
У серпні 2018 року Карякін з результатом 3 очки з 9 можливих (+0-3=6) розділив останні 9-10 місця на турнірі «The 2018 Sinquefield Cup», що проходив у Сент-Луїсі.

### 2019
У березні 2019 року Карякін у складі збірної Росії став переможцем командного чемпіонату світу, що проходив в Астані. Його результат на першій шахівниці — 42,9 % можливих очок (+1-2=4, турнірний перфоменс — 2649).
У квітні 2019 року з результатом 5 з 9 очок (+2-1=6), Сергій Карякін разом із Дін Ліженем розділив 2-3-ті місця на турнірі 22-ї категорії «Меморіал Вугара Гашимова».
У серпні 2019 року, набравши 6 очко з 11 можливих (+1-0=10), Карякін разом з Віші Анандом розділив 3-4-ті місця на турнірі XXII категорії «The 2019 Sinquefield Cup», що проходив у Сент-Луїсі.
У листопаді 2019 року Карякін посів 2-ге місце на шостому етапі Grand Chess Tour 2019, що проходив у форматі швидких та блискавичних шахів.
Наприкінці грудня 2019 року на чемпіонаті світу зі швидких та блискавичних шахів, що проходив у Москві, Карякін посів:
 — 31-ше місце у турнірі зі швидких шахів, набравши 9 з 15 очок (+5-2=8),
 — 41-ше місце у турнірі з блискавичних шахів, набравши 12 очок з 21 можливого (+10-7=4).
2022
21 березня 2022 року комісія з етики Міжнародної шахової федерації (ФІДЕ) дискваліфікувала на півроку російського гросмейстера Сергія Карякіна за «завдання шкоди репутації шахів» за підтримку російського вторгнення, що зокрема означало неучасть у турнірі претендентів 2022. Пізніше сам Карякін виступив з ідеєю створення нової міжнародної шахової федерації. Після того, як шаховий портал Chess.com усунув його від участі в призових турнірах, звернувся до Роскомнагляду з вимогою заблокувати цей сайт. 24 квітня 2022 року домігся блокування для росіян Роскомнаглядом сайту Chess.com.
Після закінчення терміну заборони відмовляється грати під нейтральним прапором.

## Громадянська позиція
2014 року підтримав анексію Криму Росією. 

2022 року з першого дня російського вторгнення в Україну долучився до пропаганди та виправдання російської агресії щодо України, при цьому цинічно викривляючи дійсність:
"Крайне удивительно видеть тех, кто призывает Россию остановиться".
"Мир сейчас ближе, чем когда-либо раньше".
"Наши (прим. —- російські) солдаты пришли с миром".
Був на окупованій Херсонщині, де потрапив у сильну ДТП, та в зруйнованій Авдіївці. Збирав для терористів ДНР техніку та амуніцію.
Довірена особа Путіна на виборах 2018 та 2024 року.
Автор доносів для вилучення з публічного простору в РФ пісень українських виконавців.

## Санкції
Карякін Сергій публічно закликав до агресивної війни, виправдовував та визнавав законною збройну агресію РФ проти України, є підсанкційною особою.
19 жовтня 2022 року доданий до санкційного списку України.
19 січня 2025 року позбавлений усіх державних нагород, доданий у список підсанкційних осіб з накладеними фінансовими обмеженнями.

## Приватне життя
З 2009 року був одружений з українською шахісткою Катериною Должиковою. Після переїзду Карякіна до Москви шлюб розпався. 
Вдруге одружився у 2014 році, дружина — Галія Камалова, секретар шахової федерації Москви. Наприкінці 2015 року в пари народився син Олексій.
Завжди вважав себе етнічним росіянином.

## Зміни рейтингу
| На цьому місці має відображатися графік чи діаграма, однак з технічних причин його відображення наразі вимкнено. Будь ласка, не видаляйте код, який викликає це повідомлення. Розробники вже працюють для того, щоби відновити штатне функціонування цього графіка або діаграми. | |
| | На цьому місці має відображатися графік чи діаграма, однак з технічних причин його відображення наразі вимкнено. Будь ласка, не видаляйте код, який викликає це повідомлення. Розробники вже працюють для того, щоби відновити штатне функціонування цього графіка або діаграми. |